# Grand Theft Auto II
Grand Theft Auto II е компютърна игра в жанра 2D платформен екшън издадена и разпространява от Rockstar Games (бивши BMG Interactive, DMA Design).
Играта се появява през октомври 1999 г. Прилича много на първата част но със значително подобрена графика. Трите града се превръщат в един разделен на три района. Над целия град е надвиснала групировката Zaibatsu, а другите мафии, които присъстват в играта са Якудза (японската мафия), Loonies (група луди превзели лудницата), SRS (групировка на учени-клонинги), Rednecks (мафия от „селски“ тип), Руската мафия и Hare Krishna (кришнарите от първата част се завръщат). Освен пари във втората част се печелят и точки „респект“ които отварят нови мисии на дадена мафия и карат привържениците на една от другите 2 мафии да ви обстрелват безмилостно когато минете през територията им.

## Градът
Първият район на града е централната част (Downtown district) – на нейна територия се намира голяма лудница (в северозападния край на района), централата на (в източната част), както и множество банки, казина и хотели. Вторият район е този на резиденциите (Residential district) – там са разположени градският затвор (в който трябва да се проникне в една от мисиите), караванен парк, водноелектрическа централа и луксозен мафиотски квартал. В третия, индустриален район (Industrial district) има голямо пристанище, храм на Кришна и атомна електроцентрала.

## Мафиите
- За най-мощна се счита групировката Zaibatsu, която има влияние над целия град. Това е корпорация, която е толкова мощна, че се е превърнала почти в правителствена организация. Zaibatsu оказва влияние над службите на реда и всички сектори на бизнеса (включително и нелегалните). Членовете ѝ са облечени в сиво и карат мощни черни коли (Z-type) с жълта буква Z на покрива. Квартали: Zarelli, Omnitron, Zaibatsu HQ (Downtown district); The Village, Arbo, Cayman, Xenoton (Residential district); Gonad, Sennora, Bayano, Petula (Industrial district)
- Якудза е японската мафия. Тя присъства в първия район на града. Членовете ѝ са облечени в тъмно синьо и карат специфични тъмносини спортни коли (Miara) със знак ¥ на покрива. Японските мафиоти винаги носят последен модел облекла и с лекота извършват мокри поръчки. Квартали: Funabashi, Ukita

- Loonies са група психичноболни престъпници, организирали се до нивото на значителна мафиотска организация. Те са превзели лудницата в центъра на града и са най-големият враг на Zaibatsu в този район. Те карат малки зелени коли (Dementia) с намигащо човече на покрива и носят зелени дрехи. Единствената цел на Loonies е всяването на хаос, който ги прави щастливи. Квартали: Fruitbat, Sunnyside
- SRS е организация на учени, които вярват, че генното инженерство и избиването на негодните елементи в обществото са ключът към стабилизирането на обществото. Те населяват огромния изследователски комплекс във втория район на града, облечени са в жълто и карат жълти спортни коли (Meteor). Квартали: SRS Research center, Dominatrix, Stromberg, Largo, Morton
- Rednecks представляват селско „общество“, чйито членове слушат кънтри, живеят в каравани, карат остарели пикапи и единствената им цел е да запазят лентяйския си начин на живот, без значение от методите за това. Rednecks са облечени в светлосиньо, а возилата им са тъмносини пикапи със знаменто на американската Конфедерация, изрисувано на покрива. Квартали: RV park, Tabasco, Redemption, Guntersville

- Hare Krishna са миролюбиви създания, които ненавиждат съвременния начин на живот, унищожават коли и фабрики и живеят в хармония с природата. Те са облечени в оранжево и карат жълти автобуси (Karma bus). Квартали: Maharishi, Narayana, Vedic Temple
- Руската мафия е може би най-влиятелната в индустриалния район. Руснаците управляват пристанището в северната част на района. Оттам те изпращат контрабандно крадени стоки за Родината. Облечени са в червено и карат мощни бронирани коли (Bulwark). Квартали: Lubyanka, Azeri Heights, Krimea, Pravda